# Ерсан Ільясова

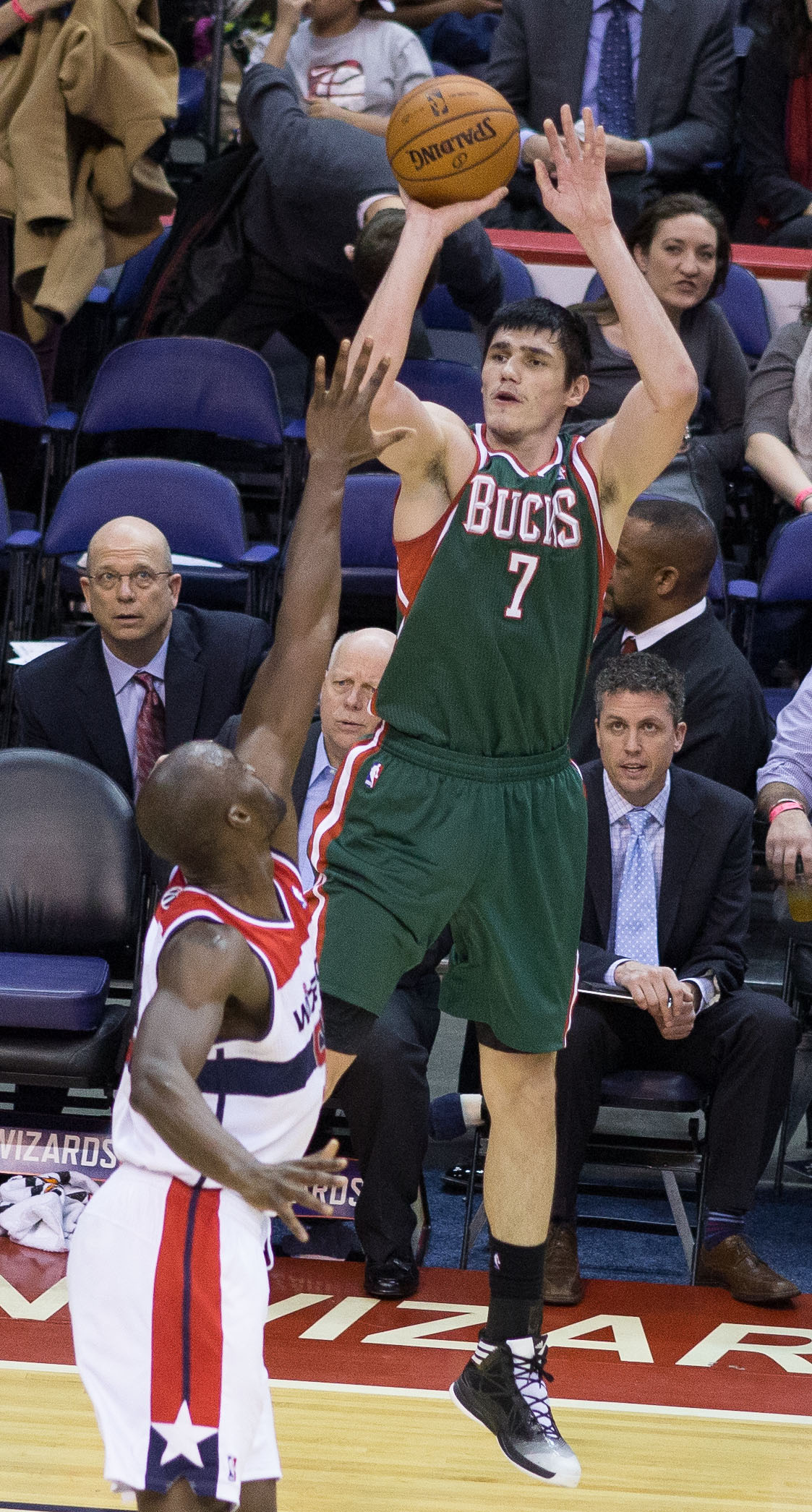
Ерсан Ільясова

Ерсан Ільясова (тур. Ersan İlyasova; нар. 15 травня 1987, Ескішехір, Туреччина) — турецький професійний баскетболіст кримськотатарського походження, який виступає за команду Національної баскетбольної асоціації «Філадельфія-76». Грає на позиції важкого форварда. Був вибраний на драфті НБА 2005 року у другому раунді під загальним 36-м номером клубом «Детройт Пістонс». Гравець національної збірної Туреччини.

## Клубна кар'єра
Ільясова розпочав кар'єру професійного баскетболіста в 15 років. Після сезону 2003/2004, проведеного у складі клубу другого дивізіону «Йесилюрт», він потрапив в основний склад Улкерспора, з яким дебютував у вищій лізі Туреччини, виграв Кубок Туреччини і брав участь в розіграші Євроліги. Провівши лише один сезон у вищому дивізіоні чемпіонату Туреччини, Ільясова виставив свою кандидатуру на драфт НБА. У 2005 році на драфті 18-річний Ерсан був обраний під загальним 36-м номером клубом «Мілвокі Бакс». Оскільки йому не вистачало досвіду, керівництво клубу відправило його в команду Д-Ліги «Талса Сиксти Сиксерс». У Лізі розвитку турків провів 46 ігор, в середньому за гру набираючи 12,5 очок і роблячи 7 підбирань.
Сезон 2006/2007 Ільясова провів у складі «Бакс», в основному виходив з лави запасних, провівши всього 66 ігор (14 у стартовій п'ятірці), в яких в середньому набирав 6,1 очок і робив 3 підбирання. Після першого сезону в НБА Ільясова вирішив повернутися в Європу, щоб більше часу проводити на майданчику і прогресувати як гравець. 16 червня 2007 року він підписав контракт на два роки з іспанською «Барселоною». В Іспанії Ерсан провів два сезони, допоміг своєму клубу стати чемпіоном країни і дійти до півфіналу Євроліги в 2009 році.
У липні 2009 року Ільясова повернувся в НБА і підписав з «Мілвокі Бакс» новий контракт на три роки, за яким він отримає 7 млн доларів.
11 червня 2015 року «Мілвокі» обміняв Ільясова у «Детройт Пістонс» на Керона Батлера і Шоуні Вільямса.
16 січня 2016 року «Детройт» обміняв Ільясова та Брендона Дженнінгса в «Орландо Меджік» на Тобіаса Харріса. Через три дні він дебютував за «Меджік» у виграному матчі проти «Даллас Маверікс», набравши 16 очок, зробивши 5 підбирань, 2 передачі та 1 перехоплення за 23 хвилини ігрового часу.
23 червня 2016 року Ільясова разом з Віктором Оладіпо і драфт-правами на Домантаса Сабоніса був обміняний в «Оклахому-Сіті Тандер», натомість «Орландо Меджік» отримали Серхе Ібаку.

## Національна збірна
Ільясова виступав за молодіжні збірні Туреччини серед юнаків до 16, 18 і 20 років. У 2006 році він був визнаний найціннішим гравцем молодіжного (до 20 років) чемпіонату Європи, що проходив у турецькому Ізмірі, на якому його збірна виграла срібні медалі. У складі національної збірної Ільясова грав на чемпіонатах світу 2006 (6-е місце), 2010 (срібло) років, чемпіонатах Європи 2007 (11-е місце), 2009 (8-е місце) років.

## Особисте життя
Хоча офіційно спортсмен народився в турецькому місті Эскишехирі в 1987 році, Федерація баскетболу Узбекистану стверджує, що Арсен Ільясов (а саме так звучать його справжні ім'я та прізвище) трьома роками раніше народився в Бухарі, Узбекистан, де і проявився його баскетбольний талант. У серпні 2002 року молодий гравець приїхав до Туреччини з юнацькою командою, після чого зник з її розташування.. Ерсан Ільясова підтримує зв'язок зі своїми справжніми батьками — Анваром і Ираклією Ильясовими, які проживають біля Сімферополя, які репатріювалися в Крим, як і більшість кримських татар.